# Islam in Tschechien und der Slowakei

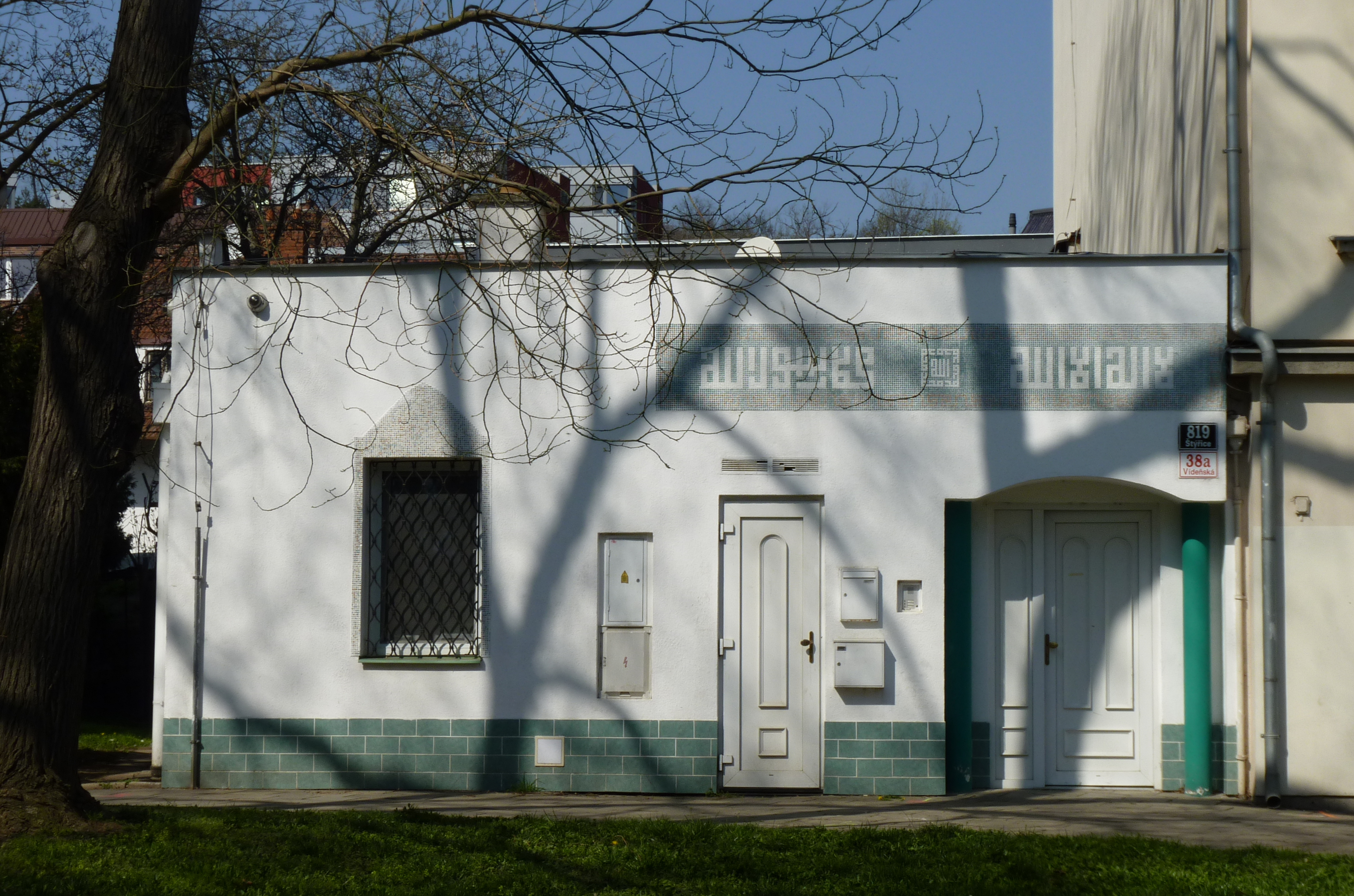
Moschee in Brünn

Nach Schätzung des Imams Mohamad Safwan Hasna in Bratislava lebten 2003 etwa 5.000 Muslime in der Slowakei, das sind weniger als 0,1 % der Gesamtbevölkerung. Kaum größer ist mit 0,1 % der Anteil der mindestens 10.000 Muslime in Tschechien (Angaben des Islamischen Zentrums in Prag). Anderen Schätzungen zufolge aber soll es in der Tschechischen Republik 15.000 (Radio Praha) bis 20.000 (Christlich-Islamische Gesellschaft) Muslime und somit einen Bevölkerungsanteil bis zu 0,2 % geben.
Die Gemeinschaft tschechischer Muslime ist zudem gespalten, muslimischer Einfluss auf die tschechische oder slowakische Kultur und Politik war und ist daher vergleichsweise gering, obwohl ein kleiner Teil der heutigen südwestlichen Mittelslowakei im 16. und 17. Jahrhundert Teil des Osmanischen Reiches war (nördliche Grenze des Reiches) und z. B. in Novohrad zwischenzeitlich Türken angesiedelt worden waren.

## Tschechien, die Slowakei und der Islam: Geschichte
Auch nach der Auflösung der Tschechoslowakei bestehen sprachlich und historisch bedingte Gemeinsamkeiten zwischen Tschechien und der Slowakei, zum Teil auch im Verhältnis zum Islam. Die Muslime in beiden Staaten pflegen weiterhin Verbindungen untereinander.

### Islam in der Slowakei
Erste Muslime waren bereits im Mittelalter mit den Petschenegen auch in die Slowakei gekommen. Mindestens dreimal hatten sie, ähnlich wie die Kumanen, als Hilfstruppen ungarische Heere verstärkt und gegen eine tschechisch-böhmische Eroberung gekämpft (1260 Ottokar II. Přemysl, 1300–06 Wenzel II. bzw. Wenzel III., 1427–34 Hussiten). So half die muslimische Minderheit unter den Petschenegen, die Slowakei für die ungarische Krone zu verteidigen.
In den Jahrzehnten nach der ungarischen Niederlage bei Mohács besetzten osmanische Türken um 1541 innerhalb des ehemaligen Königreichs Ungarn den größten Teil des heutigen Ungarns. In der heutigen Slowakei eroberten sie ursprünglich (1542) nur das Gebiet in der Umgebung der heutigen Stadt Štúrovo (später kam auch das westliche gelegene Gebiet bis Fiľakovo (1554) und Divín (1575) hinzu, diese Gebiete fielen aber bis 1606 an die Habsburger). 1664 (Frieden von Vasvár) wurde außerdem das östlich gelegene Gebiet bis einschließlich Neuhäusel erobert. In der nachfolgenden Zeit bis zur osmanischen Niederlage bei Wien, d. h. von 1664 bis 1683, plünderten osmanische Türken vereinzelt auch und verlangten zum Teil auch Steuerzahlungen in den habsburgischen Grenzgebieten im Westen bis zum Fluss Waag (einschließlich Nitra), im Norden bis zur Stadt Levice und im Osten nordöstlich von Fiľakovo. Die Habsburger betrieben in ihrem Machtbereich die Rekatholisierung und Gegenreformation. Die osmanischen Gouverneure unterstützten im Glaubenskonflikt ungarische und slowakische Protestanten gegen österreichische und slowakische Katholiken. 1683 wurde das Osmanische Reich von den Habsburgern bei Wien besiegt, bis 1685 wurden die vormals osmanischen Gebiete in der heutigen Slowakei dem Habsburgerreich (Königreich Ungarn) angegliedert.

### Islam in Tschechien
Mehr als Durchzüge muslimischer Kämpfer (türkische Angriffe auf Österreich und Wien im 16. Jahrhundert) erlebte das tschechische Kernland im Gegensatz zur besetzten Slowakei nie. Im Winter 1600/1601, 1605 und 1609 weilten Delegationen persischer Muslime in Prag, um ein gegen die Osmanen gerichtetes Bündnis zwischen Habsburgern und Safawiden auszuhandeln. Im Dreißigjährigen Krieg dann eilte der ungarisch-siebenbürgische Fürst Gábor Bethlen mit türkisch-tatarischen Hilfstruppen den tschechischen Protestanten zu Hilfe, kam aber nur bis Mikulov. Nochmals drangen türkische Truppen auf ihrem Feldzug nach Wien und Imre Thökölys Kuruzen 1680–83 bis nach Mähren vor. Zuletzt durchzogen im 18. Jahrhundert während der Schlesischen Kriege und des Bayerischen Erbfolgekrieges auch „Tatarenregimenter“ (z. B. Volontaires de Saxe) und „bosniakische“ Lanzenreiter, die sowohl auf Seiten der Preußen als auch seiner Gegner kämpften, Böhmen und Schlesien. Bosniaken waren auch die ersten Muslime, die sich dauerhaft in Tschechien und der Slowakei niederließen, nachdem Österreich-Ungarn 1878 Bosnien-Herzegowina okkupiert und es 1908 auch annektiert hatte. 1912 war in Österreich (Böhmen und Mähren) und 1916 in Ungarn (Slowakei) der Islam als Religionsgemeinschaft staatlicherseits anerkannt worden und nach der Unabhängigkeit der Tschechoslowakei kamen in den 1920ern mit russisch-tatarischen Bürgerkriegsflüchtlingen weitere Muslime ins Land.

### Islam in der Tschechoslowakei
So wurde 1934 in Prag die erste „Muslimische Religionsgemeinde für die Tschechoslowakei“ (Moslimské náboženské obce pro Československo) offiziell angemeldet und 1935 der Bau einer Moschee in der Hauptstadt beantragt. Seit 1937 wurde eine muslimische Zeitschrift herausgegeben und 1938 weitere muslimische Gesellschaften in Mähren (Brünn) und der Slowakei (Bratislava) errichtet. Fördergelder kamen von ägyptischen und bosnischen Muslimstiftungen – 700 Tschechen und Slowaken, überwiegend Angehörige des Kleinbürgertums und der Arbeiterklasse, traten damals zum Islam über. Zwar erreichte die muslimische Gemeinschaft im Protektorat Böhmen und Mähren auch unter deutscher Besetzung 1941 ihre Anerkennung, durfte 1944 in Olmütz eine weitere Niederlassung gründen und wurde von Berliner Imamen unterstützt, doch ebendiese Nähe trug ihr nach dem Zweiten Weltkrieg den inoffiziellen Vordacht der Kollaboration ein, und unter der Herrschaft der atheistischen Kommunisten wurde 1949 die Muslimische Gesellschaft einschließlich aller muslimischen Gemeinden aufgelöst. Auch während des liberalen „Prager Frühlings“ 1968 scheiterte ein Wiederzulassungsantrag, doch erhielten die tschechischen und slowakischen Muslime Verstärkung durch muslimische Studenten aus jenen arabischen Staaten, in denen sich die Tschechoslowakei und der Ostblock verstärkt engagierten (Syrien, Irak, Ägypten, Jemen, Algerien, Libyen, Sudan).
Erst nach dem Untergang des Kommunismus wurde 1991 ein „Koordinationszentrum der muslimischen Gemeinden“ (Ústředí muslimských náboženských obcí) für die gesamte Tschechoslowakei errichtet sowie in Brünn eine „Islamische Waqf-Stiftung“ neugegründet, 1992 sein Gegenstück auch in Prag. Erneut erschienen muslimische Verbandszeitschriften, muslimische Friedhöfe wurden angelegt. Ebenfalls in Prag entstand eine „Allgemeine Union Muslimischer Studenten“; Flüchtlinge aus Afghanistan, Pakistan, Iran, Irak und anderen afroasiatischen Ländern verstärkten die muslimische Gemeinschaft weiter. Doch obwohl heute kaum 700-2.000 der ethnischen Muslime in Tschechien als aktive Gläubige angesehen werden können, vertiefte sich nach der Aufspaltung der Tschechoslowakei auch die Spaltung innerhalb der tschechischen Muslimgemeinschaft.

### Zusammenfassung (Zeittafel)
- 12. Jahrhundert: Ansiedlung von Petschenegen in Petržalka („Petschenegeninsel“) und auf der Großen Schüttinsel, unter ihnen Muslime
- 13. Jahrhundert: Böhmens König Ottokar stößt bei seinen Feldzügen in der Slowakei auf kumanische Hilfstruppen im ungarischen Heer und beschwert sich beim Papst über die Muslime unter ihnen.
- 14. Jahrhundert: Christianisierung der Petschenegen und Kumanen, beginnende Verschmelzung mit den Ungarn
- 15. Jahrhundert: Kumanen, unter ihnen noch immer Muslime, kämpfen als Hilfstruppen König Sigismunds in Böhmen und der Slowakei gegen Hussiten.
- 16. Jahrhundert: Ungarn und das ungarisch-slowakische Grenzgebiet werden osmanische Provinzen, Ansiedlung von Türken in Novohrad
- 17. Jahrhundert: Auch der Süden der Slowakei (Nové Zámky) wird kurzzeitig osmanisch-türkisch besetzt, es kommt zu pro-türkischen Kuruzen-Aufständen im Osten (Košice), die Türkenherrschaft bricht aber rasch zusammen, und die Muslime werden vertrieben.
- 18. Jahrhundert: Während der Schlesischen Kriege befinden sich auch muslimische Regimenter (Bosniaken, Tataren) in Böhmen.
- 19. Jahrhundert: erste Einwanderung von muslimischen Bosniern nach Böhmen
- 20. Jahrhundert: Gründung muslimischer Organisationen in der Tschechoslowakei, Einwanderung von Tataren, Türken, Kurden, Arabern, Albanern und weiteren Bosniern

## Muslime in Tschechien und der Slowakei: Gegenwart
In Tschechien und in der Slowakei sind die meisten Muslime Bürgerkriegsflüchtlinge aus dem ehemaligen Jugoslawien (in Tschechien mehr Bosnier, in der Slowakei mehr Albaner), andere sind vor allem arabische Studenten oder Einwanderer aus der Türkei (Türken und Kurden). Einige Immigranten haben die slowakische oder tschechische Staatsbürgerschaft angenommen, hinzu kommen etwa 150 Slowaken und 500 Tschechen, die seit dem Ende des Kommunismus (1990) und der Unabhängigkeit bzw. Dismembration (1993) zum Islam konvertiert sind.
In der gesamten Slowakei gibt es vier Gebetsräume, aber als einzigem Land in der EU keine Moschee. In ganz Tschechien gibt es zwei Moscheen. In beiden EU-Staaten sind Muslime und Protestanten der katholischen Kirche offiziell nicht gleichgestellt.
Heute sehen sich die kleinen muslimischen Gemeinden beider EU-Staaten mit Restriktionen bei Moscheebauten konfrontiert. Vertreter slowakischer und tschechischer Muslimorganisationen, aber auch internationale Flüchtlings- und Migrantenverbände kritisieren, dass antimuslimische Kreise sowohl in der slowakischen als auch in der tschechischen Öffentlichkeit dazu neigen würden, Muslime generell als Fremdkörper zu beargwöhnen und Araber mit Terroristen gleichzusetzen. Rechtsextreme und nationalistische Gruppen verbreiten zunehmend ausländerfeindliche und islamfeindliche Propaganda.

### Situation in der Slowakei
Der Großteil der slowakischen Muslime lebt in der Hauptstadt Bratislava, kleinere muslimische Gemeinden gibt es aber auch in Košice und Martin.
Seit Jahren streiten die Islamische Waqf-Stiftung der Slowakei und der Bürgermeister von Bratislava um die Genehmigung zum Bau eines islamischen Zentrums und einer Moschee in der slowakischen Hauptstadt. Der mit einer Konvertitin verheiratete Vorsitzende der Stiftung, der Syrer Mohamad Safwan Hasan, kritisierte zudem wiederholt das slowakische Engagement an der Seite der USA und der „Koalition der Willigen“ im Irak.
2008 erschien in der Slowakei die erste vollständige Übersetzung des Korans ins Slowakische. An der mit ausführlichen sprachlichen Erklärungen zu fast jedem Satz versehenen Übersetzung wurde seit 1995 gearbeitet.

### Situation in Tschechien
Oberhaupt der Muslime in Prag ist der Konvertit Vladimir Sanka, der ebenfalls die US-Bindung seines Landes und Islamophobie in den Medien beklagt. Seine Konkurrenten sind der sudanesische Studentenführer Abbas Mu'tasima in Prag sowie Mohamed Ali Šilhavý und Muneeb Hassan Alrawi (El-Rawy) in Brünn, wo die Mehrheit der tschechischen Muslime lebt. Nach langem Rechtsstreit ist es ihnen aber 1998 gelungen, in Brünn eine erste Moschee und ein islamisches Zentrum zu errichten, nach 64-jährigem Ringen folgte 1999 eine weitere Moschee auch in der tschechischen Hauptstadt. Da beide Moscheen jedoch entsprechend einer Bauauflage ohne Turm auskommen müssen, hat Südmähren heute eine Moschee ohne Minarett in Brünn und ein Minarett ohne Moschee in Lednice (bei Mikulov). Neben den größeren Muslimgemeinden in den beiden größten Städten Prag und Brünn gibt es zwar auch kleinere Gemeinden in Olomouc, Teplice und Hradec Králové, doch sind Moscheebauten dort durch Behörden und Unterschriftensammlungen verhindert worden.
Erst 2004 wurde der Islam in der Tschechischen Republik offiziell als eingetragene Religion anerkannt. 2006 wurde ein angebliches Komplott islamistischer Terroristen in Prag aufgedeckt, was zu verschärften Sicherheitsvorkehrungen der tschechischen Behörden führte. Wie die Zeitung Mladá fronta Dnes berichtete, hatten die Terroristen geplant, in einer Prager Synagoge jüdische Geiseln zu nehmen, unerfüllbare Forderungen zu stellen und sich dann mit den Geiseln in die Luft zu sprengen.
Das Islamische Zentrum in Prag wird von tschechischen Konvertiten dominiert, denen gegenüber Regierung und Medien gesprächsbereiter scheinen als den von Immigranten dominierten Islamischen Waqf-Stiftungen in Brünn und Bratislava oder der von Arabern dominierten Studentenunion. Voreilig wurden die tschechischen Konvertiten seitdem als eher moderat, die mährische bzw. die slowakische Stiftung als konservativ und die arabischen Studenten als salafistisch etikettiert. Die Debatte um den Irakkrieg und den Karikaturenstreit zeigte aber, dass diese Zuordnungen ungenau und unzutreffend sind.